# Johann Baptist Kastner
Johann Baptist Kastner (* 8. Oktober 1775 zu Lindenhof (heute Kemnath); † 16. April 1841 in Wutschdorf) war ein deutscher römisch-katholischer Theologe und Geistlicher.

## Leben
Kastner war ein Sohn von Bauern. Er durchlief das Amberger Gymnasium sowie zum Studium der Theologie das Lyzeum in Amberg. Seine Priesterweihe erfolgte 1799. Zunächst war er in der Seelsorge in Kemnath tätig. Anschließend kam er als Kooperator nach Sulzbach sowie als Beichtvater an das Salesianerinnenkloster Sulzbach und als Lehrer an die dortige Lateinschule. 1806 erhielt er die Pfarrei in Miesbrunn, 1827 die in Wutschdorf. Dort wurde er auch zum Kapitelkämmerer ernannt und blieb bis zu seinem Tod. Er starb überraschend an einem Schlaganfall.
Kastner trug 1814 persönlich das nun dort verehrte Kreuz von der Pfarrkirche Pleystein in die Wallfahrtskirche Heiligkreuz bei Pleystein.
Durch Maximilian Prechtl angeregt kam er zur schriftstellerischen Tätigkeit. Seine Schriften gelten als streng katholisch und meist polemisch und apologetisch.

## Werke (Auswahl)
- Würde und Hoffnung der katholischen Kirche mit Rücksichtnahme auf die protestantische Kirche, Seidel, Sulzbach 1822.
- Der Sieg des christlichen Glaubens über die Welt, Seidel, Sulzbach 1823.
- Ueber das Urchristenthum: nebst Antwort an die Gegner der Schrift: Würde und Hoffnung der kathol. Kirche., Seidel, Sulzbach 1824.
- Katholicismus und Nichtkatholicismus in Beziehung auf Wahrheit und Vollständigkeit des Glaubens, Seidel, Sulzbach 1827.
- Der Unsichtbare, sich kund machend in den Erscheinungen unserer Zeit, Wolff, Augsburg 1832.
- Die Leyer und der Hirtenstab, oder: Vermischte, neueste Gedichte, Seidel, Sulzbach 1833.
- Die hl. Wanderungen in Beziehung auf unsere vorhabende Himmelsreise, Seidel, Sulzbach 1834.
- Der große Streitt über gemischte Ehen, Manz, Regensburg 1838.
- Die sieben Schmerzen unserer Zeit: nebst Aphorismen über Religion, Philosophie und Welt, Manz, Regensburg 1852.